# Seznam medailistů na Světovém poháru ve sportovním lezení – rychlost
Seznam medailistů na Světovém poháru ve sportovním lezení – rychlost
| Rok  | Vítěz                  | 2. místo                    | 3. místo               |
| ---- | ---------------------- | --------------------------- | ---------------------- |
| 1993 | Vladimir Něcvetajev    | Jevhen Kryvošejcev          | Kairat Rachmetov       |
| 1998 | Andrij Vedenmejer      | Vladimir Něcvetajev         | Alexei Kozlov          |
| 1999 | Tomasz Oleksy          | Vladislav Baranov           | Volodymyr Zacharov     |
| 2000 | Andrij Vedenmejer      | Iakov Soubbotine            | Volodymyr Zacharov     |
| 2001 | Maxym Stěnkovyj        | Alexandre Chaoulsky         | Alexandr Pěšechonov    |
| 2002 | Alexandr Pěšechonov    | Maxym Stěnkovyj             | Sergej Sinicyn         |
| 2003 | Tomasz Oleksy          | Alexandr Pěšechonov         | Iakov Soubbotine       |
| 2004 | Sergej Sinicyn         | Jevgenij Vajcechovskij      | Alexandr Pěšechonov    |
| 2005 | Jevgenij Vajcechovskij | Sergej Sinicyn              | Tomasz Oleksy          |
| 2006 | Jevgenij Vajcechovskij | Sergej Sinicyn              | Alexandr Pěšechonov    |
| 2007 | Sergej Sinicyn         | Jevgenij Vajcechovskij      | Alexander Kosterin     |
| 2008 | Jevgenij Vajcechovskij | Sergej Sinicyn              | Čung Čchi-sin          |
| 2009 | Sergej Sinicyn         | Sergej Abdrachmanov         | Jevgenij Vajcechovskij |
| 2010 | Stanislav Kokorin      | Jevgenij Vajcechovskij      | Libor Hroza            |
| 2011 | Lukasz Swirk           | Sergej Sinicyn              | Sergej Abdrachmanov    |
| 2012 | Stanislav Kokorin      | Danyjil Boldyrev            | Yaroslav Gontaryk      |
| 2013 | Stanislav Kokorin      | Libor Hroza                 | Čung Čchi-sin          |
| 2014 | Danyjil Boldyrev       | Libor Hroza                 | Marcin Dzieński        |
| 2015 | Čung Čchi-sin          | Libor Hroza                 | Danyjil Boldyrev       |
| 2016 | Marcin Dzieński        | Stanislav Kokorin           | Danyjil Boldyrev       |
| 2017 | Vladislav Deulin       | Reza Alipour Shenazandifard | Ludovico Fossali       |
| 2018 | Bassa Mawem            | Danyjil Boldyrev            | Dmitrij Timofejev      |